# 喬基納鄉
44°35′N 27°04′E / 44.583°N 27.067°E
喬基納鄉（羅馬尼亞語：Comuna Ciochina, Ialomița），是羅馬尼亞的鄉份，位於該國南部，由雅洛米察縣負責管轄，面積96平方公里，海拔高度31米，2007年人口3,390，人口密度每平方公里35人。